# Mieszki-Kuligi
Mieszki-Kuligi – wieś w Polsce położona w województwie mazowieckim, w powiecie pułtuskim, w gminie Winnica. Ma status sołectwa.
| SIMC    | Nazwa          | Rodzaj    |
| ------- | -------------- | --------- |
| 1055144 | Mieszki-Zawady | część wsi |

W latach 1975–1998 miejscowość administracyjnie należała do województwa ciechanowskiego.